# Neckera complanata
Neckera complanata là một loài Rêu trong họ Neckeraceae. Loài này được (Hedw.) Huebener miêu tả khoa học đầu tiên năm 1833.

## Hình ảnh

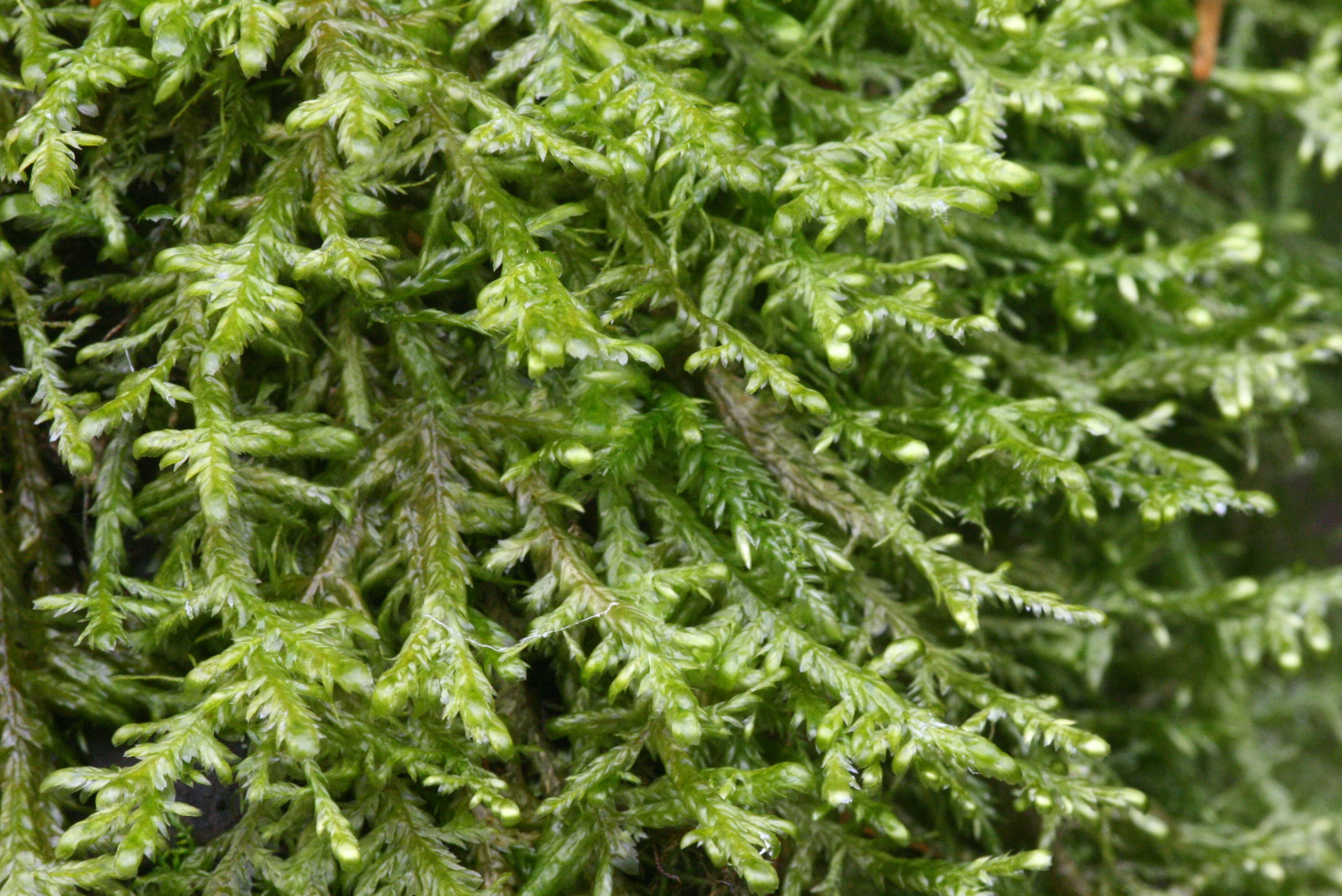
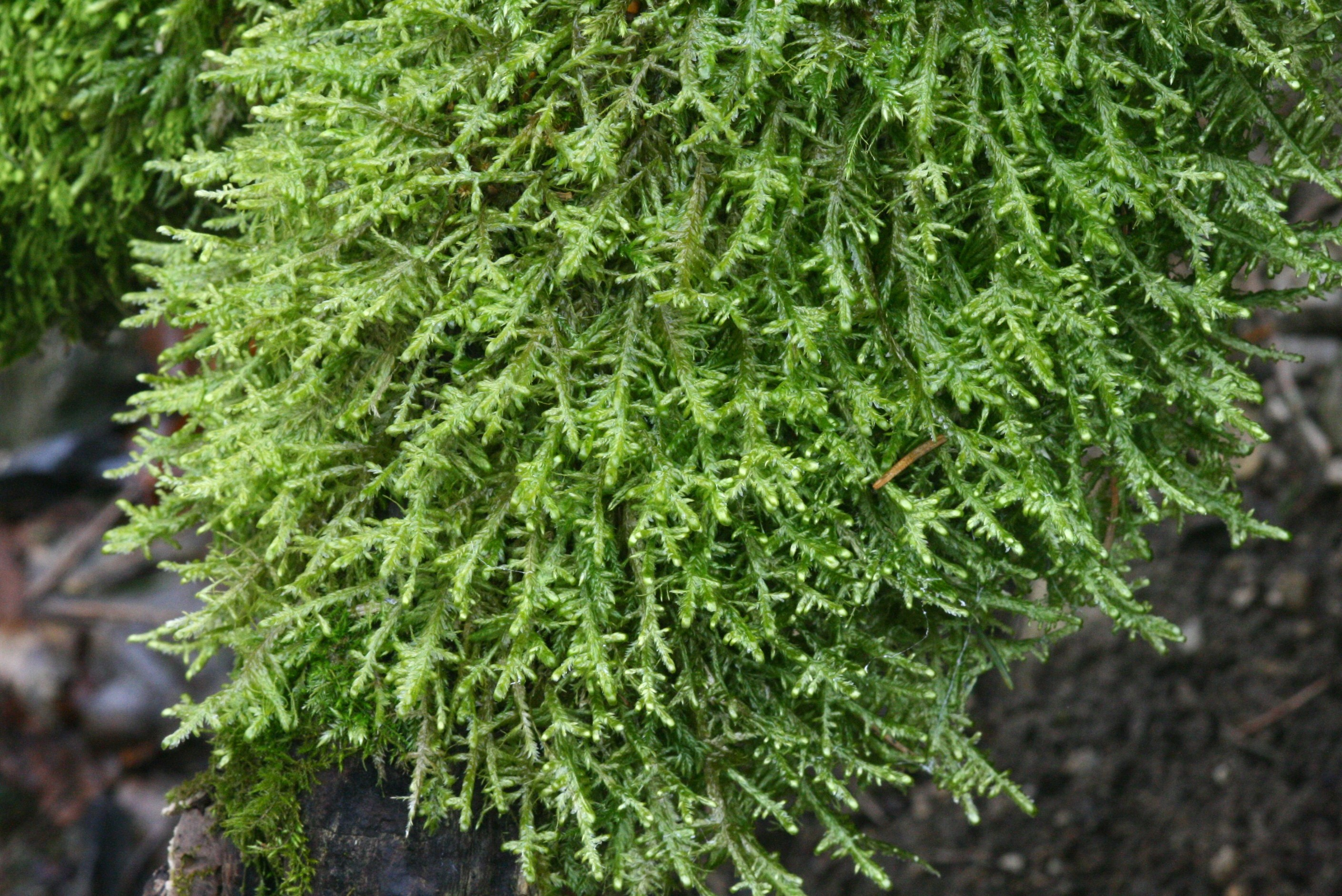
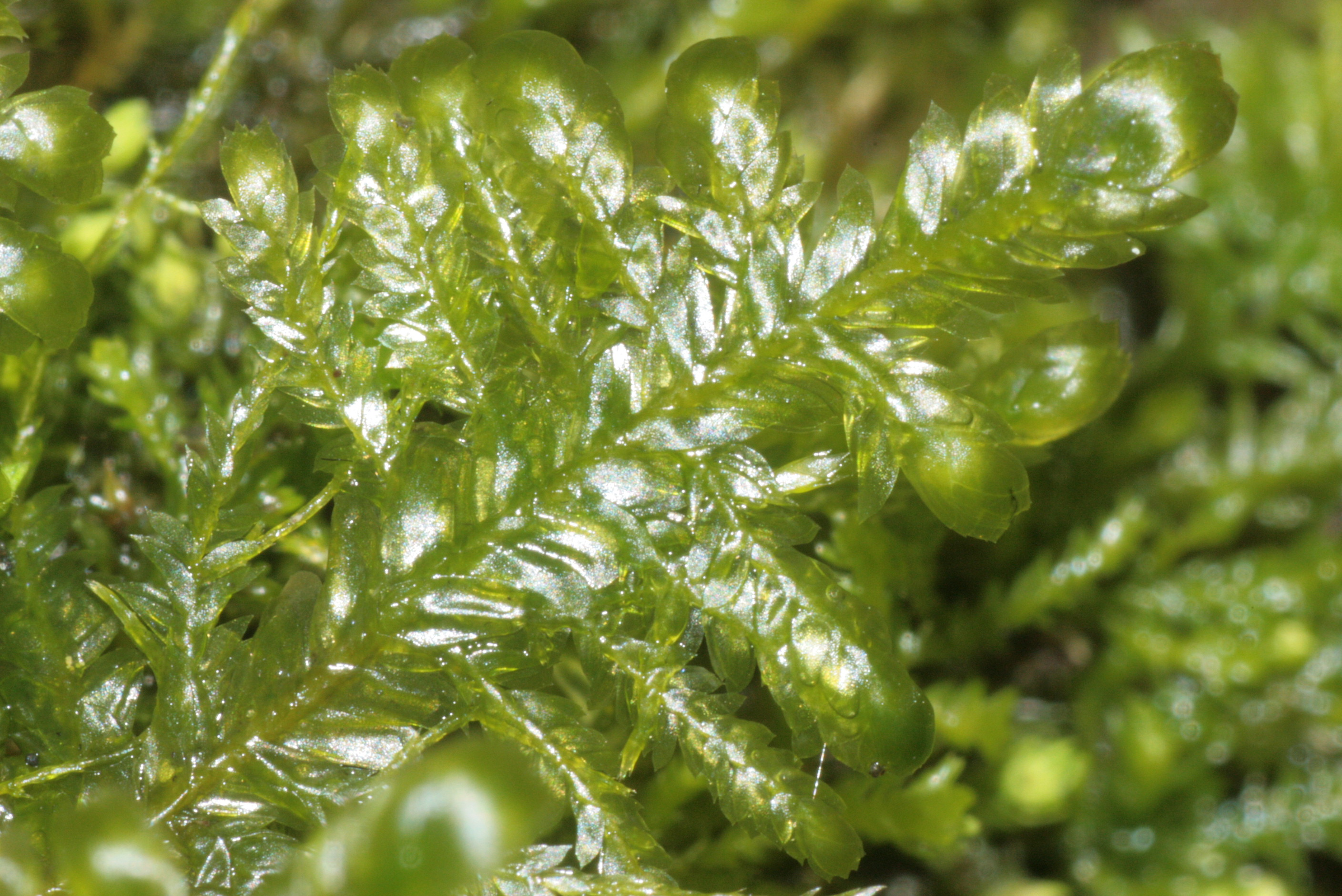
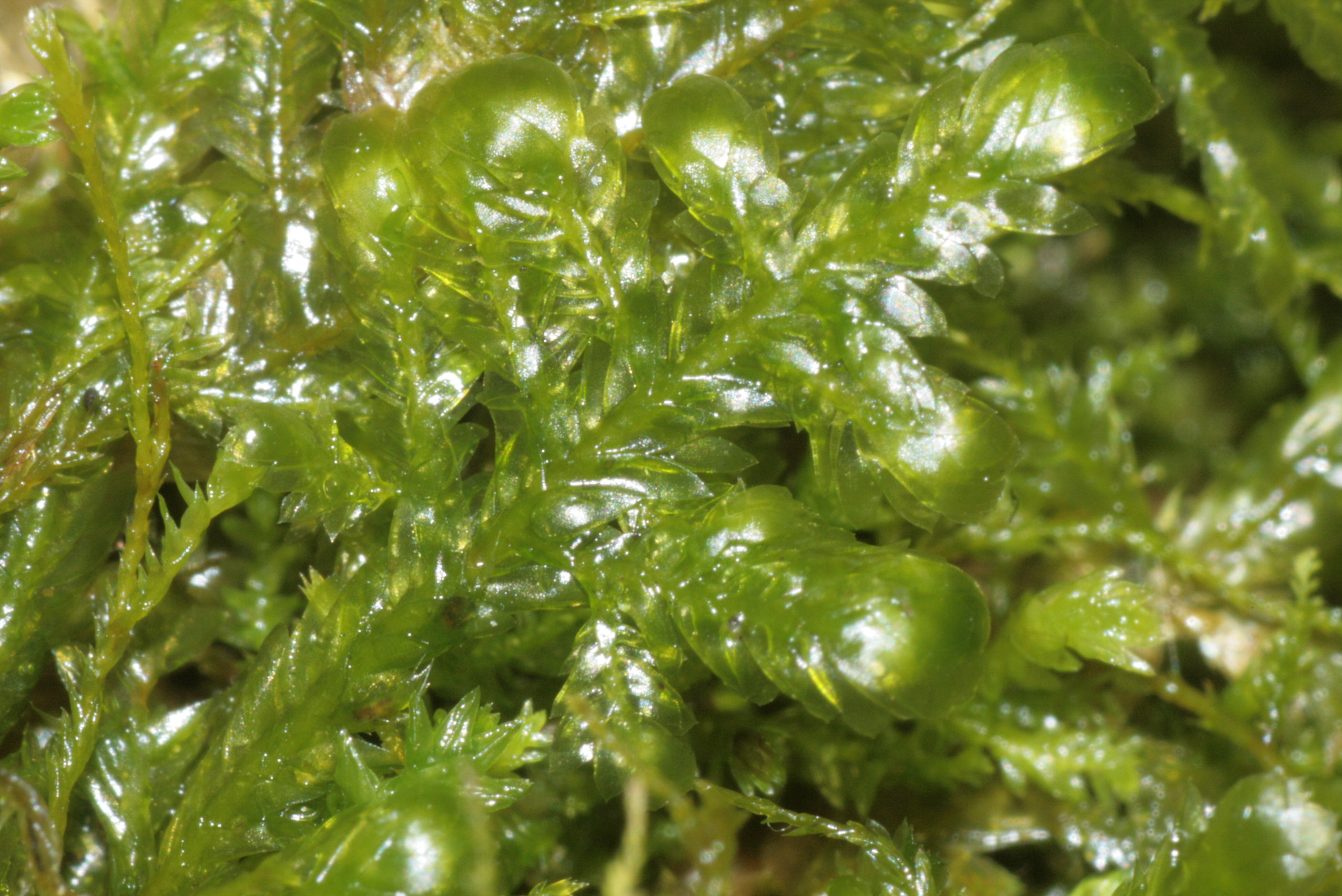